# Rozchodnik Morgana
Rozchodnik Morgana (Sedum morganianum E.Walther) – gatunek roślin należący do rodziny gruboszowatych. Endemit, naturalnie występuje tylko w stanie Veracruz w Meksyku. Jest uprawiany w wielu krajach świata.

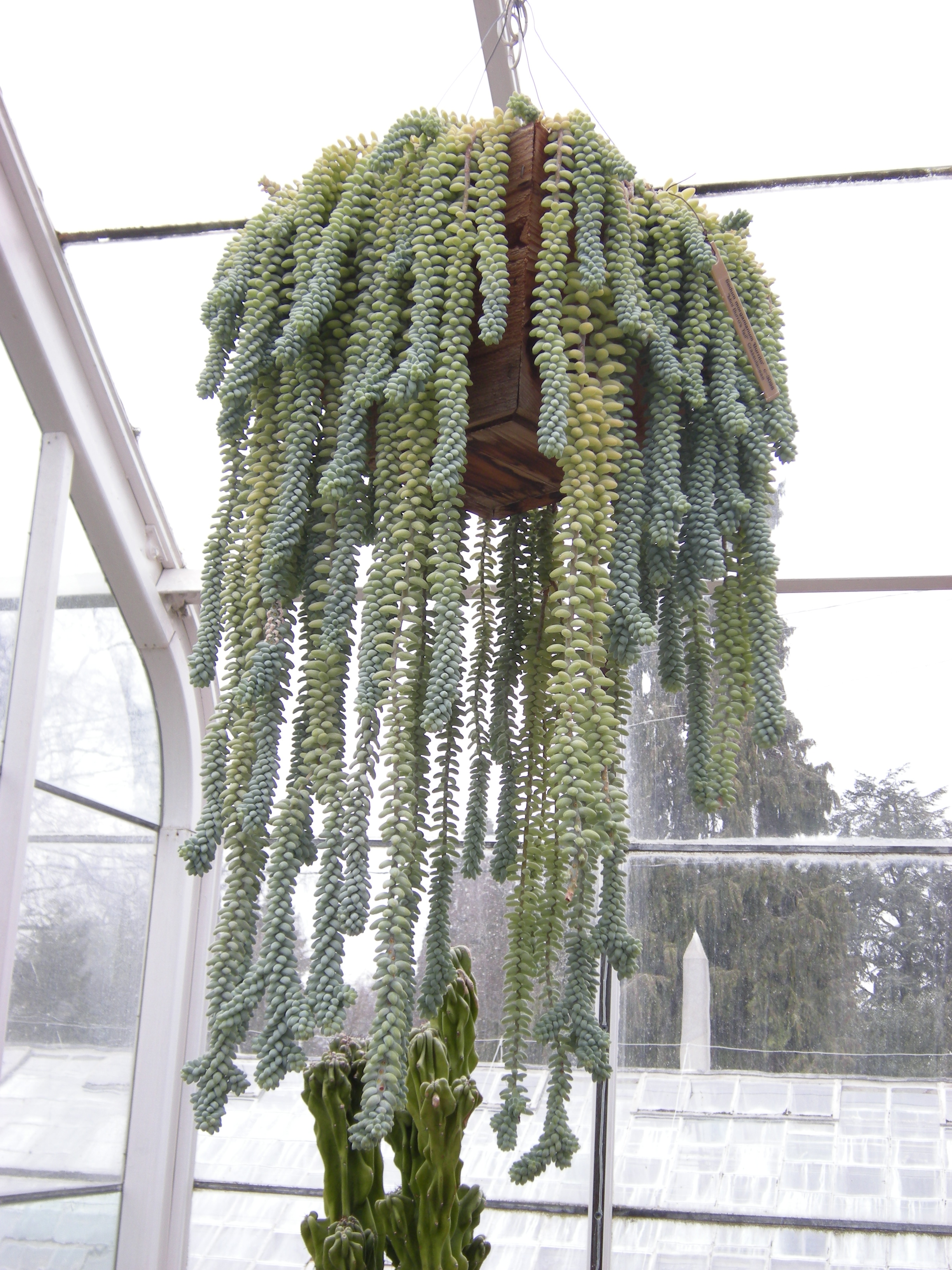
'Buritto'

## Morfologia i biologia
Roślina wiecznie zielona, sukulent o zwisających, mięsistych i przeważnie nierozgałęzionych łodygach osiągających długość do 90 cm. Są one bardzo gęsto ulistnione wyrastającymi naprzemianlegle szarozielonymi, bardzo mięsistymi, wałeczkowatymi, liśćmi. Kwiaty różowoczerwone, promieniste, gwiazdkowate, o średnicy 5-8 mm pojawiają się latem na końcach pędów. Owocem są mieszki zawierające liczne nasiona.

## Zastosowanie i uprawa
Jest uprawiany jako roślina pokojowa. Szczególnie nadaje się do wiszących pojemników i doniczek. Najlepszym podłożem jest ziemia do kaktusów. Wymaga słonecznego stanowiska i zawsze dodatniej temperatury. Rozmnaża się przez kawałki pędów lub liście. Należy je ukorzeniać dopiero kilka dni po oderwaniu, by miejsce cięcia przeschło.
Jest łatwy w uprawie, długowieczny a także odporny na choroby i szkodniki. Może rosnąć zarówno przy południowym, jak i wschodnim i zachodnim świetle. W miejscu zbyt ciemnym odcinki pędu między liśćmi wydłużają się. Podlewać należy obficie, ale rzadko.